# Meuselbach-Schwarzmühle
Meuselbach-Schwarzmühle är en ortsteil i staden Schwarzatal i Landkreis Saalfeld-Rudolstadt i förbundslandet Thüringen i Tyskland. Meuselbach-Schwarzmühle var en kommun fram till den 1 januari 2019 när den uppgick i Schwarzatal. Kommunen Meuselbach-Schwarzmühle hade 1 064 invånare 2018.